# Saint-Symphorien-des-Bruyères

Saint-Symphorien-des-Bruyères este o comună în departamentul Orne, Franța. În 1 ianuarie 2022 avea o populație de 483 de locuitori.